# Juraj Alberti
Juraj (Giorgio) Alberti (Split, 1604. –?), hrvatski glazbeni pisac iz patricijske obitelji Albertija. Bio je hrvatski ranobarokni glazbeni teoretičar. Školovao se u Mletcima, gdje je objavio najstariji poznati hrvatski glazbenoteorijski priručnik (za figuralno pjevanje) Dijalog. Danas se to djelo nalazi u Starom Gradu na Hvaru.